# Odontognathae

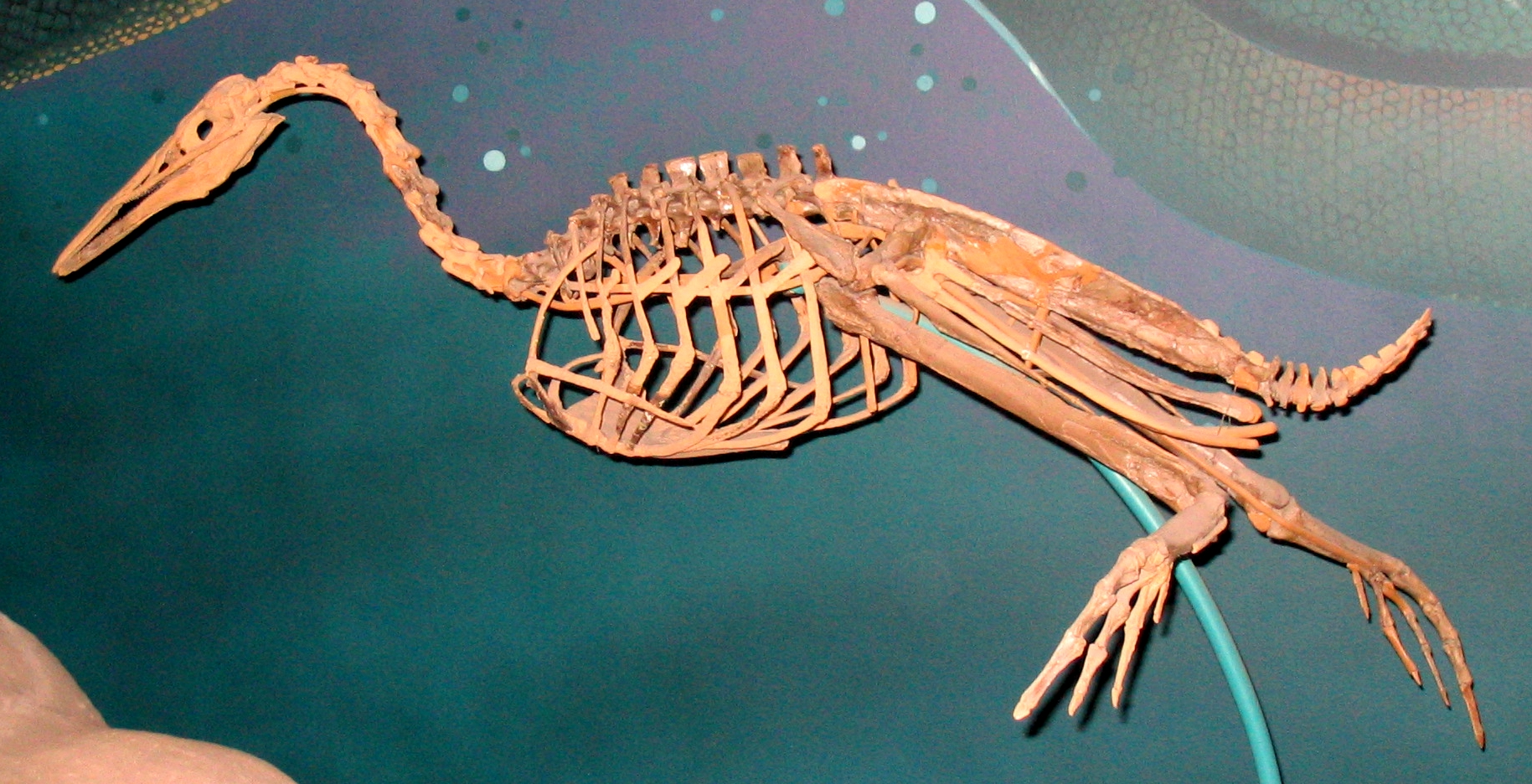
Hesperornis regalis

Odontognathae — це назва, яка вийшла з ужитку для парафілетичної групи зубастих доісторичних птахів. Групу спочатку запропонував Александер Ветмор, який намагався пов'язати викопних птахів із наявністю зубів, зокрема рядів Hesperornithiformes та Ichthyornithiformes. У цьому випадку, їх можна було б розглядати як перехідні скам'янілості між рептилійними «археорнітами», такими як археоптерикс, і сучасними птахами. Альфред Ромер описав їх як птахів із практично сучасною анатомією, але збереженими зубами.

## Риси
На відміну від динозавроподібних Archaeornithes, різні типи птахів, віднесені до Odontognathae, мали короткі хвости з пігостилем у формі лемеша та добре розвиненим кілем для польоту. Вони також поділяли особливість внутрішньощелепного зчленування, чого насправді немає у археоптерикса, але виявлено у багатьох його родичів теропод.
Мозок птахів-Odontognathae виявляється дещо простішим, ніж у сучасних птахів, і зберіг деякі «рептилійні» риси. Орнітолог Алан Федучча використав це та наявність внутрішньощелепного зчленування (риса, яка також зустрічається у мозазаврів і живих варанідів) як аргументи того, що Odontognathae і, отже, птахи в цілому еволюціонували не від динозаврів-теропод, а від текодонтів, які не належать до динозаврів. Ця теорія заперечується більшістю палеонтологів.

## Класифікація
Класично Odontognathae вважався одним із трьох надрядів Neornithes (сучасні птахи) на відміну від Archaeornithes (давніх птахів). Сьогодні назва Neornithes зазвичай використовується для групи верхівкових птахів, а Odontognathae об'єднані з ними в групу Ornithurae.